# 나주 다보사 목조석가여래삼존상 및 소조십육나한좌상
나주 다보사 목조석가여래삼존상 및 소조십육나한좌상(羅州 多寶寺 木造釋迦如來三尊像 및 塑造十六羅漢坐像)은 대한민국 전북특별자치도 나주시, 다보사 영산전에 있는 불상이다. 2014년 7월 2일 문화재청장이 국가지정문화재(보물) 지정예고 절차를 거쳐, 2014년 9월 11일 대한민국의 보물 제1833호로 지정되었다.

## 개요
다보사 석가여래삼존과 16나한상은 17세기 전반기를 대표하는 조각승 수연(守衍)과 그의 일파가 제작한 불상으로, 물오른 수연의 중기적 조각 경향이 잘 드러나 있는 불상이다. 특히 여러 존상에서 발견된 발원문(發願文)을 통해 1625년이라는 정확한 조성목적과 조성시기와 제작자, 시·발원자 등 조성과 관련된 구체적인 기록을 남기고 있어 이 시기 불교조각 연구에 귀중한 자료이다.
이 상들은 조선후기 불교미술의 특징인 대중적 평담미와 수연이 추구한 중량감있는 형태미를 잘 간직하고 있고, 더불어 사실적인 묘사에서 작가의 개성과 솜씨가 마음껏 발휘된 완성도 높은 작품이다.
따라서 이들 상은 이 시기의 대표적인 작품으로 평가되므로 국가지정문화재(보물)로 지정 보호할 가치가 충분하다고 생각한다.
16나한상들은 내구성이 약한 소조기법으로 제작된 것으로 일부 상에서 심각한 손상이 발견된다. 지정 후 시급한 보수, 보존처리가 요구된다.

## 같이 보기
- 다보사

## 참고 자료
- 나주 다보사 목조석가여래삼존상 및 소조십육나한좌상 - 국가유산청 국가유산포털